# Vikingos de Chalco
El Vikingos de Chalco fue un equipo de fútbol de México. Participaba en el Grupo 2 de la Liga de Nuevos Talentos de la Segunda División de México.

## Historia
El equipo disputó su primer partido el 23 de agosto de 2008 ante Estudiantes de Xalapa. Los Vikingos duraron 8 años en la Tercera División de México y en el 2016 llegaron a la segunda división cuando los Picudos de Manzanillo decidió abandonar la Liga de Nuevos Talentos a dos semanas de iniciar el torneo. Tras una temporada en la LNT, la franquicia fue transformada en Ciervos Fútbol Club.